# (4565) Grossman
(4565) Grossman est un astéroïde de la ceinture principale.

## Description
(4565) Grossman est un astéroïde de la ceinture principale. Il fut découvert le 2 mars 1981 à Siding Spring par Schelte J. Bus. Il présente une orbite caractérisée par un demi-grand axe de 2,57 UA, une excentricité de 0,13 et une inclinaison de 14,7° par rapport à l'écliptique.

## Compléments